# Campeonato Mundial de Waterpolo Femenino de 2007
El VIII Campeonato Mundial de Waterpolo Femenino se celebró en Melbourne (Australia) entre el 19 y el 31 de marzo de 2007 en el marco del XII Campeonato Mundial de Natación. El evento fue organizado por la Federación Internacional de Natación (FINA) y la Federación Australiana de Natación.
Los partidos de efectuaron en el Melbourne Sports and Aquatic Centre. Participaron en total 16 selecciones nacionales divididas en 4 grupos.

## Grupos
| Grupo A  | Grupo B     | Grupo C        | Grupo D       |
| -------- | ----------- | -------------- | ------------- |
| España   | Australia   | Grecia         | Italia        |
| Rusia    | Brasil      | Estados Unidos | Hungría       |
| Alemania | Canadá      | Países Bajos   | Nueva Zelanda |
| China    | Puerto Rico | Kazajistán     | Cuba          |

## Fase preliminar

### Grupo A
| Equipo   | J | G | E | P | GF | GC | DG  | PTS |
| -------- | - | - | - | - | -- | -- | --- | --- |
| Rusia    | 3 | 3 | 0 | 0 | 46 | 26 | +20 | 6   |
| España   | 3 | 2 | 0 | 1 | 37 | 25 | +12 | 4   |
| Alemania | 3 | 1 | 0 | 2 | 28 | 37 | -9  | 2   |
| China    | 3 | 0 | 0 | 3 | 19 | 42 | -23 | 0   |

- Resultados

| Fecha    | Hora¹ | Partido  | Partido | Partido  | Resultado |
| -------- | ----- | -------- | ------- | -------- | --------- |
| 19.03.07 | 09:00 | China    | -       | España   | 7-15      |
| 19.03.07 | 13:00 | Rusia    | -       | Alemania | 18-11     |
| 21.03.07 | 09:00 | China    | -       | Rusia    | 8-16      |
| 21.03.07 | 13:00 | Alemania | -       | España   | 6-15      |
| 23.03.07 | 09:00 | China    | -       | Alemania | 4-11      |
| 23.03.07 | 11:40 | Rusia    | -       | España   | 12-7      |

- (¹) –  Hora local de Melbourne (UTC +11).

### Grupo B
| Equipo      | J | G | E | P | GF | GC | DG  | PTS |
| ----------- | - | - | - | - | -- | -- | --- | --- |
| Australia   | 3 | 3 | 0 | 0 | 42 | 8  | +34 | 6   |
| Canadá      | 3 | 2 | 0 | 1 | 23 | 12 | +11 | 4   |
| Brasil      | 3 | 1 | 0 | 2 | 19 | 19 | 0   | 2   |
| Puerto Rico | 3 | 0 | 0 | 3 | 7  | 52 | -45 | 0   |

- Resultados

| Fecha    | Hora¹ | Partido     | Partido | Partido     | Resultado |
| -------- | ----- | ----------- | ------- | ----------- | --------- |
| 19.03.07 | 10:20 | Brasil      | -       | Puerto Rico | 13-2      |
| 19.03.07 | 21:00 | Canadá      | -       | Australia   | 4-5       |
| 21.03.07 | 10:20 | Canadá      | -       | Brasil      | 6-3       |
| 21.03.07 | 21:00 | Puerto Rico | -       | Australia   | 1-26      |
| 23.03.07 | 10:20 | Canadá      | -       | Puerto Rico | 13-4      |
| 23.03.07 | 21:00 | Brasil      | -       | Australia   | 3-11      |

- (¹) –  Hora local de Melbourne (UTC +11).

### Grupo C
| Equipo         | J | G | E | P | GF | GC | DG  | PTS |
| -------------- | - | - | - | - | -- | -- | --- | --- |
| Estados Unidos | 3 | 3 | 0 | 0 | 30 | 18 | +12 | 6   |
| Grecia         | 3 | 2 | 0 | 1 | 31 | 20 | +11 | 4   |
| Países Bajos   | 3 | 1 | 0 | 2 | 28 | 30 | -2  | 2   |
| Kazajistán     | 3 | 0 | 0 | 3 | 17 | 38 | -21 | 0   |

- Resultados

| Fecha    | Hora¹ | Partido        | Partido | Partido        | Resultado |
| -------- | ----- | -------------- | ------- | -------------- | --------- |
| 19.03.07 | 11:40 | Grecia         | -       | Kazajistán     | 11-5      |
| 19.03.07 | 17:00 | Países Bajos   | -       | Estados Unidos | 7-9       |
| 21.03.07 | 11:40 | Estados Unidos | -       | Kazajistán     | 13-5      |
| 21.03.07 | 17:00 | Grecia         | -       | Países Bajos   | 14-7      |
| 23.03.07 | 13:00 | Grecia         | -       | Estados Unidos | 6-8       |
| 23.03.07 | 17:00 | Países Bajos   | -       | Kazajistán     | 14-7      |

- (¹) –  Hora local de Melbourne (UTC +11).

### Grupo D
| Equipo        | J | G | E | P | GF | GC | DG  | PTS |
| ------------- | - | - | - | - | -- | -- | --- | --- |
| Hungría       | 3 | 2 | 1 | 0 | 44 | 19 | +25 | 5   |
| Italia        | 3 | 2 | 1 | 0 | 46 | 22 | +24 | 5   |
| Nueva Zelanda | 3 | 0 | 1 | 2 | 23 | 45 | -22 | 1   |
| Cuba          | 3 | 0 | 1 | 2 | 16 | 43 | -27 | 1   |

- Resultados

| Fecha    | Hora¹ | Partido | Partido | Partido       | Resultado |
| -------- | ----- | ------- | ------- | ------------- | --------- |
| 19.03.07 | 18:20 | Cuba    | -       | Nueva Zelanda | 7-7       |
| 19.03.07 | 19:40 | Italia  | -       | Hungría       | 8-8       |
| 21.03.07 | 18:20 | Hungría | -       | Nueva Zelanda | 17-7      |
| 21.03.07 | 19:40 | Cuba    | -       | Italia        | 5-17      |
| 23.03.07 | 18:20 | Cuba    | -       | Hungría       | 4-19      |
| 23.03.07 | 19:40 | Italia  | -       | Nueva Zelanda | 21-9      |

- (¹) –  Hora local de Melbourne (UTC +11).

## Ronda final

### Clasificación a cuartos
| Fecha    | Hora¹ | Partido      | Partido | Partido       | Resultado |
| -------- | ----- | ------------ | ------- | ------------- | --------- |
| 25.03.07 | 11:40 | España       | -       | Brasil        | 13-9      |
| 25.03.07 | 16:00 | Alemania     | -       | Canadá        | 10-14     |
| 25.03.07 | 17:20 | Grecia       | -       | Nueva Zelanda | 9-5       |
| 25.03.07 | 21:00 | Países Bajos | -       | Italia        | 6-7       |

- (¹) -  Hora local de Melbourne (UTC +10)

### Cuartos de final
| Fecha    | Hora¹ | Partido        | Partido | Partido | Resultado |
| -------- | ----- | -------------- | ------- | ------- | --------- |
| 27.03.07 | 15:00 | Rusia          | -       | Grecia  | 10-9      |
| 27.03.07 | 16:20 | Estados Unidos | -       | España  | 10-6      |
| 27.03.07 | 17:40 | Hungría        | -       | Canadá  | 11-9      |
| 27.03.07 | 21:00 | Australia      | -       | Italia  | 12-8      |

- (¹) -  Hora local de Melbourne (UTC +10)

### Semifinales
| Fecha    | Hora¹ | Partido        | Partido | Partido   | Resultado |
| -------- | ----- | -------------- | ------- | --------- | --------- |
| 29.03.07 | 17:20 | Rusia          | -       | Australia | 9-12      |
| 29.03.07 | 21:00 | Estados Unidos | -       | Hungría   | 10-9      |

- (¹) -  Hora local de Melbourne (UTC +10)

### Tercer puesto
| Fecha    | Hora¹ | Partido | Partido | Partido | Resultado |
| -------- | ----- | ------- | ------- | ------- | --------- |
| 31.03.07 | 15:00 | Rusia   | -       | Hungría | 9-8       |

### Final
| Fecha    | Hora¹ | Partido        | Partido | Partido   | Resultado |
| -------- | ----- | -------------- | ------- | --------- | --------- |
| 31.03.07 | 16:30 | Estados Unidos | -       | Australia | 6-5       |

- (¹) -  Hora local de Melbourne (UTC +10)

## Medallero
| Medalla de oro | Medalla de plata | Medalla de bronce |
| Estados Unidos | Australia        | Rusia             |

### Clasificación general
| 1. Estados Unidos |
| 2. Australia      |
| 3. Rusia          |
| 4. Hungría        |
| 5. Italia         |
| 6. Canadá         |
| 7. España         |
| 8. Grecia         |
| 9. Países Bajos   |
| 10. Brasil        |
| 11. Alemania      |
| 12. Nueva Zelanda |
| 13. Kazajistán    |
| 14. China         |
| 15. Cuba          |
| 16. Puerto Rico   |

### Máximas goleadoras
| Puesto | Nombre          | País          | Goles |
| ------ | --------------- | ------------- | ----- |
| 1      | Blanca Gil      | España        | 20    |
| 2      | Kelly Mason     | Nueva Zelanda | 19    |
| 3      | Jennifer Pareja | España        | 18    |
| 3      | Ágnes Primász   | Hungría       | 18    |

- Datos: Q1088173